# PDB (파일 형식)
PDB(Protein Data Bank) File format, 단백질 정보 파일 형식은 텍스트로 된 파일 형식으로, 단백질 정보 은행에 실려있는 분자들의 3차원 구조를 설명하는 데 사용된다.

## 담겨있는 정보
이 파일은 원자들의 위치 정보들과 서열 정보, 그리고 구조를 정하고 주석을 단 연구자들에 대한 정보를 포함한다. 이 파일에는 파일 상의 정보를 이해하는 데 적합한 추가적인 정보가 수록될 수 있다.

## 경과
PDB는 시간이 지나면서 많은 변화와 교정을 거쳐 왔다. PDB 파일 형식의 시초는 컴퓨터 천공 카드의 폭에 의해 기록되었다.

## 그 외
이 외에도 PDB 서식은 단백질이나, 핵산의 구조에 한해서만 사용되지 않고, 기타 다른 분자. 가령 인공중합체 등의 구조를 설명하는 데에 대해서도 적용되고 있다.	이 PDB 형식은 많은 문제의 원인이 되었고, 그 결과 몇 개의 '대청소'프로젝트가 생겨났다.

## 외부 프로젝트
- NCBI 의 분자 모델링 데이터베이스
- 유럽생물정보학연구소의 거대분자 구조 데이터베이스
- RCSB의 자료 균일화 프로젝트